# Cricotopus abanus
Cricotopus abanus är en tvåvingeart som beskrevs av Charles Howard Curran 1929. Cricotopus abanus ingår i släktet Cricotopus och familjen fjädermyggor. Inga underarter finns listade i Catalogue of Life.